# Liste der Straßen und Plätze in Flensburg/N
| Name                                                | Hintergrund | Koordinate                                                               | Schild |
| --------------------------------------------------- | --- | ------------------------------------------------------------------------ | ------ |
| Nane-Jürgensen-Weg Nane Jürgensens Vej              | 1925 nach Nane Jürgensen (1793–1866) benannt. Jürgensen war Kapitän, Reeder, Hospitalvorsteher, Ölmüller und Betreiber der bei der Straße gelegenen Roten Mühle. Die Straße befindet sich im Zentralbereich des Stadtbezirks Martinsberg. | Lage, Südstadt (PLZ 24941)                                               |        |
| Neißestieg Neissesti                                | Mit dem Ende des Zweiten Weltkrieges kamen viele Flüchtlinge und Heimatvertriebene nach Flensburg. Die Stadt wuchs. Viele Flensburger Straßennamen erinnern an die alte Heimat von Zugewanderten, so auch dieser Stieg. | Lage, Fruerlund (PLZ 24943)                                              |        |
| Nerongsallee Nerongs Allé                           | Benannt nach Gottfried Johan Nerong (* 1765 in Sønderborg; † 1838 in Flensburg), der als Kaufmann, Hospitalvorsteher, Stadtverordneter sowie königlich dänischer Agent und Senator tätig war. Der Marienhof in der Nerongsallee 22 diente Nerong als Landsitz. Das Grab von Nerong befindet sich auf dem nahgelegenen Alten Friedhof. | Lage, Westliche Höhe (PLZ 24939)                                         |        |
| * Nettelbeckplatz Nettelbecks Plads                 | Benannt 1951 nach Joachim Nettelbeck (1738–1824), einem Volksheld aus der pommerschen Stadt Kolberg. Viele Flüchtlinge und Heimatvertriebene kamen mit dem Ende des Zweiten Weltkrieges in die Stadt. Zahlreiche Straßennamen in der Stadt Flensburg erinnern an die ursprüngliche Heimat dieser Zugewanderten, so auch dieser. — Im Jahr 2000 wurde der Nettelbeckplatz, der von den Einheimischen auch „Nettel“ genannt wurde und wird, offiziell in Willi-Sander-Platz umbenannt, nach Willi Sander (1907–1995), dem Gründer des Selbsthilfe-Bauvereins. Das Wohnquartier beim Platz wurde dann aber um 2010 stark umgebaut, wodurch bei den Benennungen in dem Bereich eine große Konfusion entstand. Der benachbarte Mühlenhof wurde stark umgestaltet und zum Platz ausgebaut, der den Namen Willi-Sander-Platz erhielt (siehe dort). So erhielt der Selbsthilfe-Bauverein die Adresse Willi-Sander-Platz 1. Damit war der Willi-Sander-Platz weiter nach Westen gewandert. Der Straßenname Mühlenhof war folglich verschwunden. Das Eckhaus (Turmhaus) Willi-Sander-Platz 16 (zuvor Nettelbeckplatz 16), wo sich der optische Nettelbeckplatz befand und heute noch befindet, erhielt die Adresse Mühlenholz 26, wurde also der Straße Mühlenholz zugeschlagen. Da aber zudem die Straße Fruerlundlücke weiter nach Westen ausgedehnt wurde, erhielt das Gebäude zusätzlich noch die Adresse: Fruerlundlücke 2. Der Name Nettelbeckplatz existiert zwar wie erwähnt offiziell nicht mehr, wird aber für den alten Nettelbeckplatz noch verwendet, da der optisch erkennbare Platz ansonsten durch die Wanderung des Willi-Sander-Platzes mittlerweile namenlos wäre. Beim Nettelbeckplatz befindet sich heute ein kleiner Sportparkbereich mit sechs Fitnessgeräten, dem sich der Słupsk-Park anschließt. Der Gedenkstein für Willi Sander, der eine Zeit lang auf dem Nettelbeckplatz an der Nordseite des erwähnten Eckhauses stand, befindet sich heute ebenfalls auf dem neuen Platz. | Lage, Fruerlund                                                          |        |
| Neuer Weg Nyvej                                     | Der Weg war in den 1970er-Jahren neu. Er beginnt an der Stelle der Engelsbyer Straße, wo sich früher der Bahnhof von Engelsby befand, und führt von dort Richtung Vogelsang. | Lage, Engelsby (PLZ 24943)                                               |        |
| Neue Straße Nygade                                  | Die besagte Straße war vor Jahrhunderten einmal „neu“. Vgl. Flensburger Stadtbefestigung. | Lage, Flensburger Innenstadt (PLZ 24939)                                 |        |
| Neumarkt Nytorv                                     | Der Bezeichnung Neumarkt ist irreführend, denn der Neumarkt diente nie als Marktplatz. Während der Bauarbeiten auf dem Holm und dem Südermarkt im Jahre 1976 diente der nahegelegene, damals noch unbebaute Rathausplatz als Ersatz-Wochenmarkt. Der Neumarkt besteht nur aus dem Kreuzungsbereich, in dem die Husumer Straße und die Schleswiger Straße münden, sowie einem dort angelegten Parkplatz. | Lage, Flensburger Innenstadt (PLZ 24937)                                 |        |
| Neustadt Nystaden                                   | Siehe Neustadt (Flensburg) | Lage, Neustadt/Nordstadt (PLZ 24939)                                     |        |
| Niedermai Nedre Maj                                 | Die Niedermai war früher eine Wiese am Mühlenteich (vgl. auch Plankemai). In der heutigen Straße befindet sich im Wesentlichen das Munketoftstift. | Lage, Südstadt (PLZ 24937)                                               |        |
| * Niehuuser Weg Nyhusvej                            | Weg zur Niehuuser Straße, nach Niehuus, wo die Überreste der Burg Niehuus liegen. Der Weg erhielt seinen Namen Ende der 1960er-Jahre. Zum Ende der 1980er-Jahre wurde der Weg in Kluesrieser Weg umbenannt. | Lage, Nordstadt (PLZ 24939)                                              |        |
| Nikolaiallee Nicolaiallé                            | Führt zum Gebiet, das früher dem Kirchspiel St. Nikolai gehörte. Vgl. auch: Nikolaiforst und Nikolaibek | Lage, Friesischer Berg/Weiche (PLZ 24937/24941)                          |        |
| Nikolaikirchhof Nicolai Kirkegård                   | Der Nikolaikirchhof wurde nach dem ehemaligen Kirchhof der Nikolaikirche benannt. Er wird auch seltener „Nikolaikirchplatz“ genannt. Das überhöhte und ansteigende Gelände um die Kirche herum diente bis 1817 als Kirchhof. Als Ersatzbegräbnisstätte diente der im Jahr 1813 eingeweihte Alte Friedhof. Von der Mauer, die den Nikolaikirchhof umschloss (in Teilen die Flensburger Stadtmauer), blieb offenbar nicht alles erhalten. Im Westen wurde ein Durchgangsweg zum Südermarkt geschaffen. Schulgebäude umstehen heute den Nikolaikirchhof. | Lage, Flensburger Innenstadt (PLZ 24937)                                 |        |
| Nikolaistraße Nicolaigade                           | Die Straße im Kirchspiel St. Nikolai wurde 1904 angelegt. Am unteren Ende der Straße liegt der ZOB, am oberen Ende der Holm mit der Holmnixe. | Lage, Flensburger Innenstadt (PLZ 24937)                                 |        |
| Nikolaus-Bruhns-Straße Nikolaus Bruhns Gade         | Benannt am 9. Oktober 1969 nach Nicolaus Bruhns (1665–1697), einem Komponisten der norddeutschen Orgelschule und einem Orgel- und Geigenvirtuosen. Die Straße liegt im westlichen Bereich des Stadtteils Engelsby. Da viele der dortigen Straßen Namen bekannter Komponisten tragen, wird dieser Bereich auch Musikerviertel genannt. | Lage, Engelsby (PLZ 24943)                                               |        |
| Nikolaus-Matthiesen-Straße Nikolaus Mathiesens Gade | 1973 nach dem Bürger Nikolaus Matthiesen benannt, der seit Anfang des 20. Jahrhunderts über sechzig Jahre im Stadtteil Weiche wirkte. Matthiesen gründete dort die St.-Nicolai-Bäckerei (Meesenburg). Außerdem beteiligte er sich offenbar an der Gründung der dortigen Freiwilligen Feuerwehr sowie an der Gründung des Kommunalvereins für die Nordschleswigsche Weiche. | Lage, Weiche (PLZ 24941)                                                 |        |
| Norderallee Nørre Allé                              | Der Name bedeutet „nördliche Allee“. Die Norderallee wurde volkstümlich benannt. In Flensburg gibt es außerdem noch eine Westerallee und eine Osterallee. Eine „Süderallee“ existiert bisher nicht. Die Benennung Norderallee ist seit dem Ende des 19. Jahrhunderts bekannt. Offiziell erhielt die Straße ihren Namen im Jahr 1957. Auf vielen Karten ist als Norderallee nur das Straßenstück, das bis zum Gehölz im Schwarzenbachtal führt, ausgewiesen. Tatsächlich gehört der dort befindliche Gehweg, der weiter zur Eckenerstraße führt, noch zur Norderallee. Ein Straßenschild, das am Ende des Weges an einem dortigen Wohnhaus angebracht ist, bewahrt den Namen der Norderallee für diesen Gehweg weiterhin. Zum Großteil liegt die Norderallee im Stadtteil Westliche Höhe. Lediglich die Nummer 35 liegt heutzutage im Stadtteil Nordstadt. Ursprünglich verlief die Norderallee offenbar noch weiter bis zur Straße Schwarzental. Die dortigen Eckwohnhäuser Eckenerstraße 36–38 trugen früher die Adressen Norderallee 1–3. Irgendwo im Bereich Norderallee/Schwarzental soll sich im 19. Jahrhundert im Übrigen die „Schwarzenburg“ befunden haben. | Lage, Westliche Höhe/Nordstadt (PLZ 24939)                               |        |
| Norderfeld                                          | Straße die im Neubaugebiet von Tarup entsteht. Hat die Bedeutung „nördliches Feld“. | Lage, Tarup (PLZ 24943)                                                  |        |
| Norderfischerstraße Nørre Fiskergade                | In der Straße im Gertrudenviertel wohnten früher Fischer. Die Straße liegt nördlicher als die Süderfischerstraße im Johannisviertel. | Lage, Flensburger Innenstadt (PLZ 24939)                                 |        |
| Nordergraben Nørregravene                           | Der Nordergraben liegt nördlich der Straße Südergraben. Der Straßenzug markiert den Verlauf des ehemaligen Stadtgrabens. Vgl. Flensburger Stadtbefestigung. | Lage, Friesischer Berg/Westliche Höhe/Flensburger Innenstadt (PLZ 24937) |        |
| Norderhofenden Nørre Gårdender                      | Die Straße am ZOB erhielt ihren Namen, da dort früher die Gärten der Kaufmannshöfe an der Großen Straße endeten. Diese Gartenanlagen wurden später aufgegeben und bebaut. Die Straße Norderhofenden beginnt bei der Straße Süderhofenden (siehe dort) und endet bei der Schüffbrücke. | Lage, Flensburger Innenstadt (PLZ 24937)                                 |        |
| Norderlück Nørreløkke                               | 1744 wurde die „Norder Lücke“ in Tarup erstmals erwähnt. Norder bedeutet „nördlich“. Lücke bedeutet Koppel. — Direkt in der Nähe der Norderlück bestand früher offenbar noch eine Süderlück. Heute ist diese Straße „Süderlück“ auf Stadtkarten im Bereich von Tarup nicht mehr zu finden. Es existiert aber eine „Süderlücke“ im Stadtteil Mürwik beim Twedter Plack. | Lage, Tarup (PLZ 24943)                                                  |        |
| Nordermarkt Nørretorv                               | Siehe Nordermarkt | Lage, Flensburger Innenstadt (PLZ 24937)                                 |        |
| Norderstraße Nørregade                              | Siehe Norderstraße | Lage, Flensburger Innenstadt (PLZ 24939)                                 |        |
| * Nordertorplatz                                    | Südlich gelegener Platz am Ende der Norderstraße zwischen Nordertor und dem Volksbad an der Schiffbrücke. Ein anderer Name lautet I.-C.-Möller Platz. | Lage,Flensburger Innenstadt                                              |        |
| Nordstraße Nordvejen                                | Die B 199 verläuft von Kappeln nach Flensburg in nördlicher Richtung auf der ehemaligen Route der Flensburger Kreisbahn. Im besagten Bereich trägt sie den Namen Nordstraße. | Lage, Jürgensby/Engelsby/Fruerlund/Mürwik (PLZ 24937/24943/24944)        |        |

Fußnoten
1. ↑  Lutz Wilde: Denkmaltopographie Bundesrepublik Deutschland, Kulturdenkmale in Schleswig-Holstein. Bd. 2: Flensburg. Wachholtz, Neumünster 2001, ISBN 3-529-02521-6, S. 600
2. ↑  Museen Nord, Bildnis Gottfried Johann Nerong, abgerufen am: 8. März 2015
3. ↑  Niels Nikolaus Falck: Neues staatsbürgerliches Magazin mit besonderer Rücksicht auf die Herzogthümer Schleswig, Holstein und Lauenburg, Band 2, Seite 653, abgerufen am: 8. März 2015
4. ↑  Lutz Wilde: Denkmaltopographie Bundesrepublik Deutschland, Kulturdenkmale in Schleswig-Holstein. Band 2, Flensburg, S. 432.
5. ↑  Gerhard Nowc: Heimat mit Ententeich – ein Zuhause für tausende Flüchtlinge. In: Flensburger Tageblatt, 1. April 2010; abgerufen am 6. März 2015
6. ↑  Vgl. Flensburg: Mühlenhof Richtung Volkspark (Memento vom 15. März 2016 im Internet Archive), abgerufen am: 6. März 2015
7. ↑  Fruerlund, Stadtumbau in Flensburg, Ein Quartier erfindet sich neu, Flensburg 2016, Seite 21
8. ↑  Flensburg-Mobil, Goldschmiede Reich (Memento vom 4. März 2016 im Internet Archive), abgerufen am: 6. März 2015; dort der Wortlaut: „Adresse Willi-Sander-Platz 16 24943 Flensburg“
9. ↑  Goldschmiede Reich, Faszination Edelmetall, abgerufen am: 6. März 2015; dort der Wortlaut: „Besuchen Sie uns: Mühlenholz 26 24943 Flensburg-Fruerlund“
10. ↑  Sportpark Flensburg, Nettelbeckplatz , 24943 Flensburg, Deutschland, abgerufen am: 6. März 2015
11. ↑  Vgl. mit dem Foto des Eckhauses und dem Denkmal in: Andreas Oeding, Broder Schwensen, Michael Sturm: Flexikon. 2009, Artikel: Flüchteby
12. ↑  Flensburger Tageblatt: 100 Jahre Eingemeindung: Die Bahn in der Engelsbyer Villa, vom: 18. Mai 2010, abgerufen am: 4. März 2015
13. ↑  Flensburg Atlas, Flensburg 1978, Karte 10 und 11
14. ↑  Ludwig Rohling: Die Kunstdenkmäler des Landes Schleswig-Holstein. 1955, Seite 400
15. ↑  Flensburger Tageblatt: 150 Jahre Flensburger Tageblatt: Durchstich vom Holm zum Bahnhof, vom: 26. April 2015; abgerufen am: 4. August 2019
16. ↑  Flensburg, Stadtteil — Engelsby (Memento vom 18. November 2010 im Internet Archive); abgerufen am 18. Februar 2015
17. ↑  Dieter Pust: Flensburger Straßennamen. Gesellschaft für Flensburger Stadtgeschichte, Flensburg 2005, ISBN 3-925856-50-1, Artikel: Nikolaus-Matthiesen-Straße
18. ↑  Gesellschaft für Flensburger Stadtgeschichte (Hrsg.): Flensburg in Geschichte und Gegenwart. Flensburg 1972, Seite 445
19. ↑  Dieter Pust: Flensburger Straßennamen. Gesellschaft für Flensburger Stadtgeschichte, Flensburg 2005, ISBN 3-925856-50-1, Artikel: Norderallee
20. ↑  Lutz Wilde: Denkmaltopographie Bundesrepublik Deutschland, Kulturdenkmale in Schleswig-Holstein. Band 2, Flensburg, S. 346
21. ↑  Flensburger Tageblatt: Stadtgeschichte: Einmalig: Flensburger Straßennamen, vom: 5. April 2018; abgerufen am: 5. April 2018
22. ↑  Dieter Pust: Flensburger Straßennamen. Gesellschaft für Flensburger Stadtgeschichte, Flensburg 2005, ISBN 3-925856-50-1, Artikel: Norderlück und Süderlück
23. ↑  Erwähnt beispielsweise in: Flensburger Tageblatt: Das Interview: 99 Prozent Arbeitskraft für Sparkasse, vom: 30. Dezember 2008 sowie: Jubiläum: 20 Jahre Wissenschaft in der Phänomenta, vom: 31. August 2015; jeweils abgerufen am: 31. August 2015